# Boscoreale

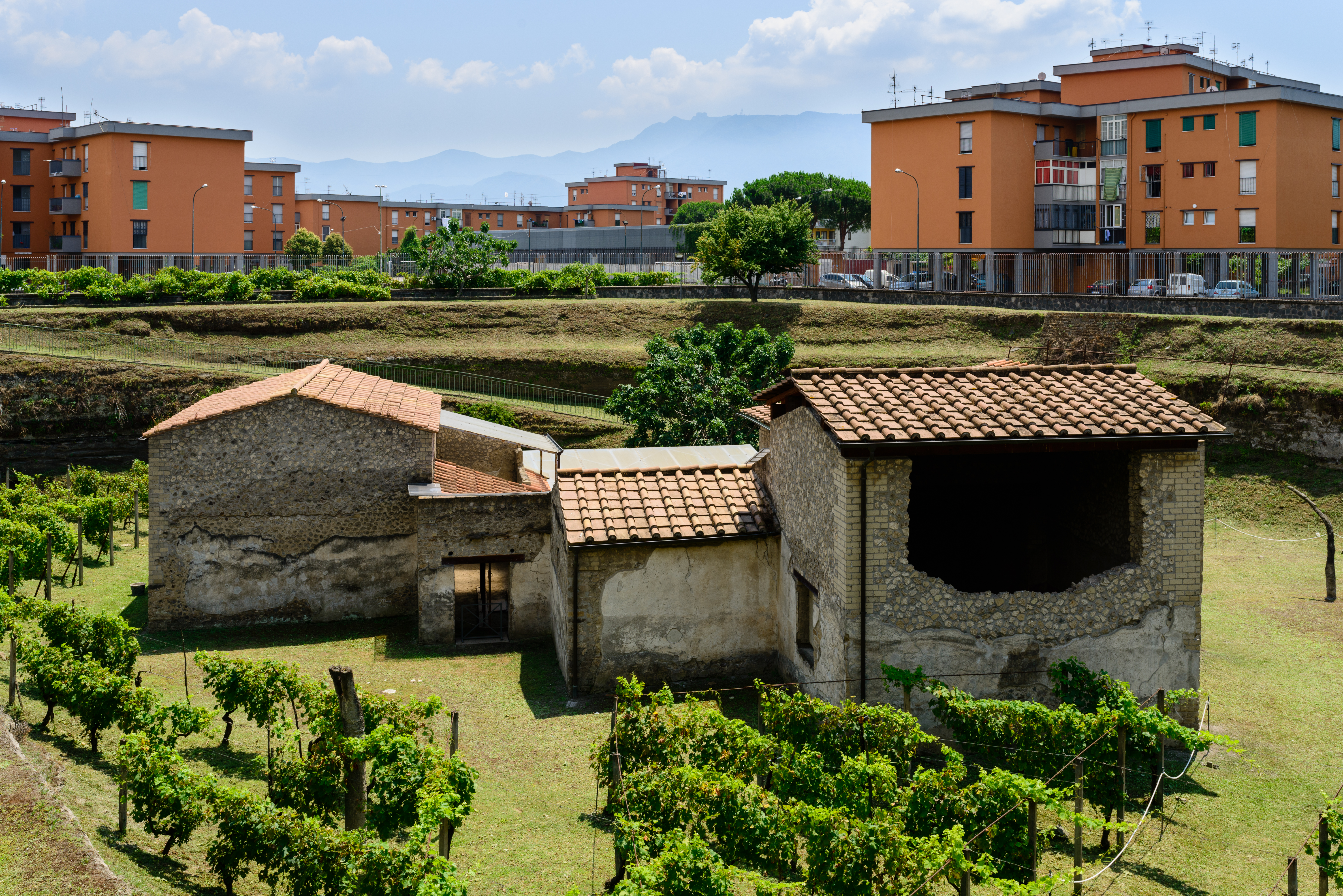
Villa Regina v Boscoreale

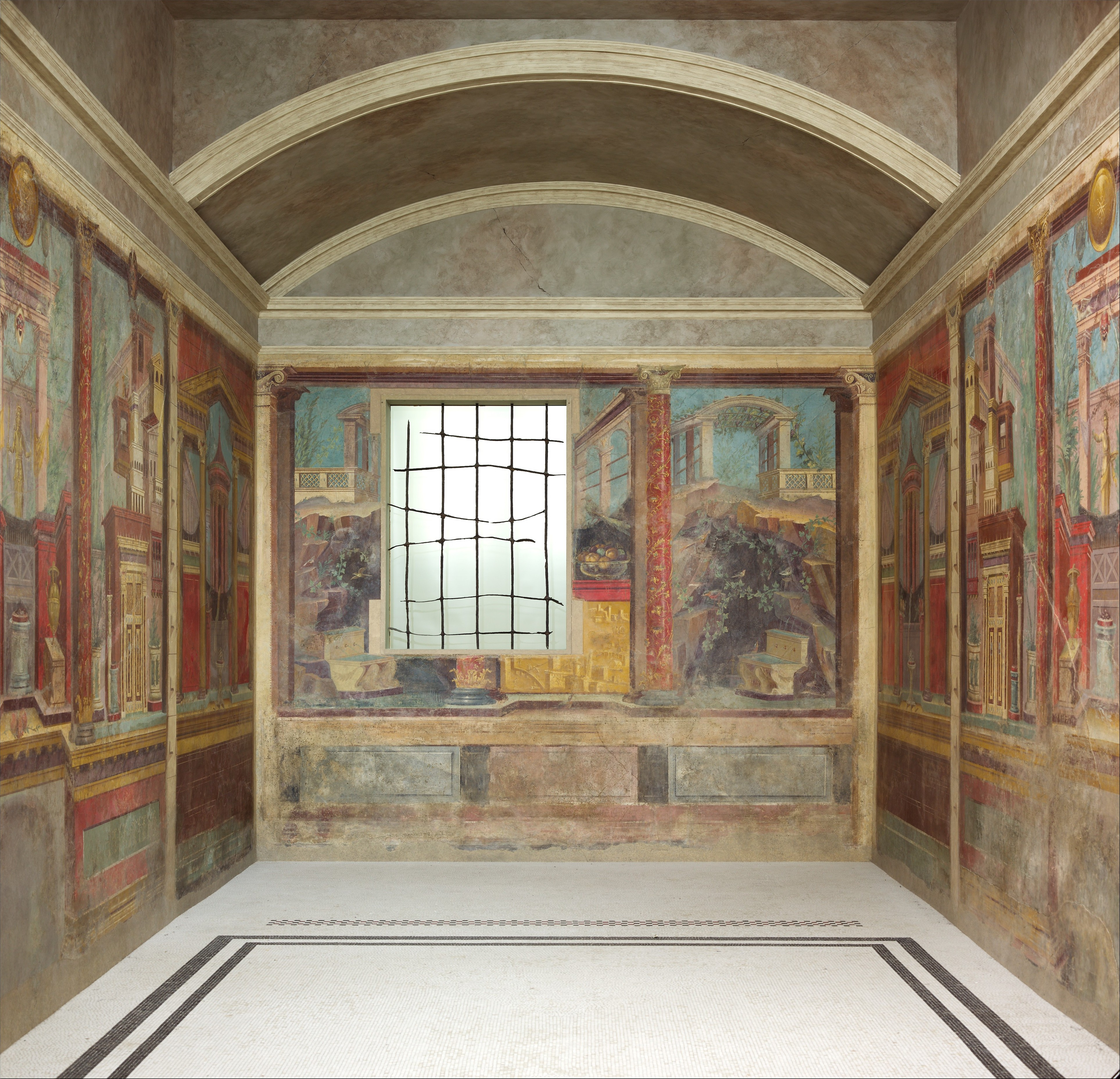
Fresky z Fanninovy vily, rekonstrukce ložnice v Metropolitním muzeu v New Yorku

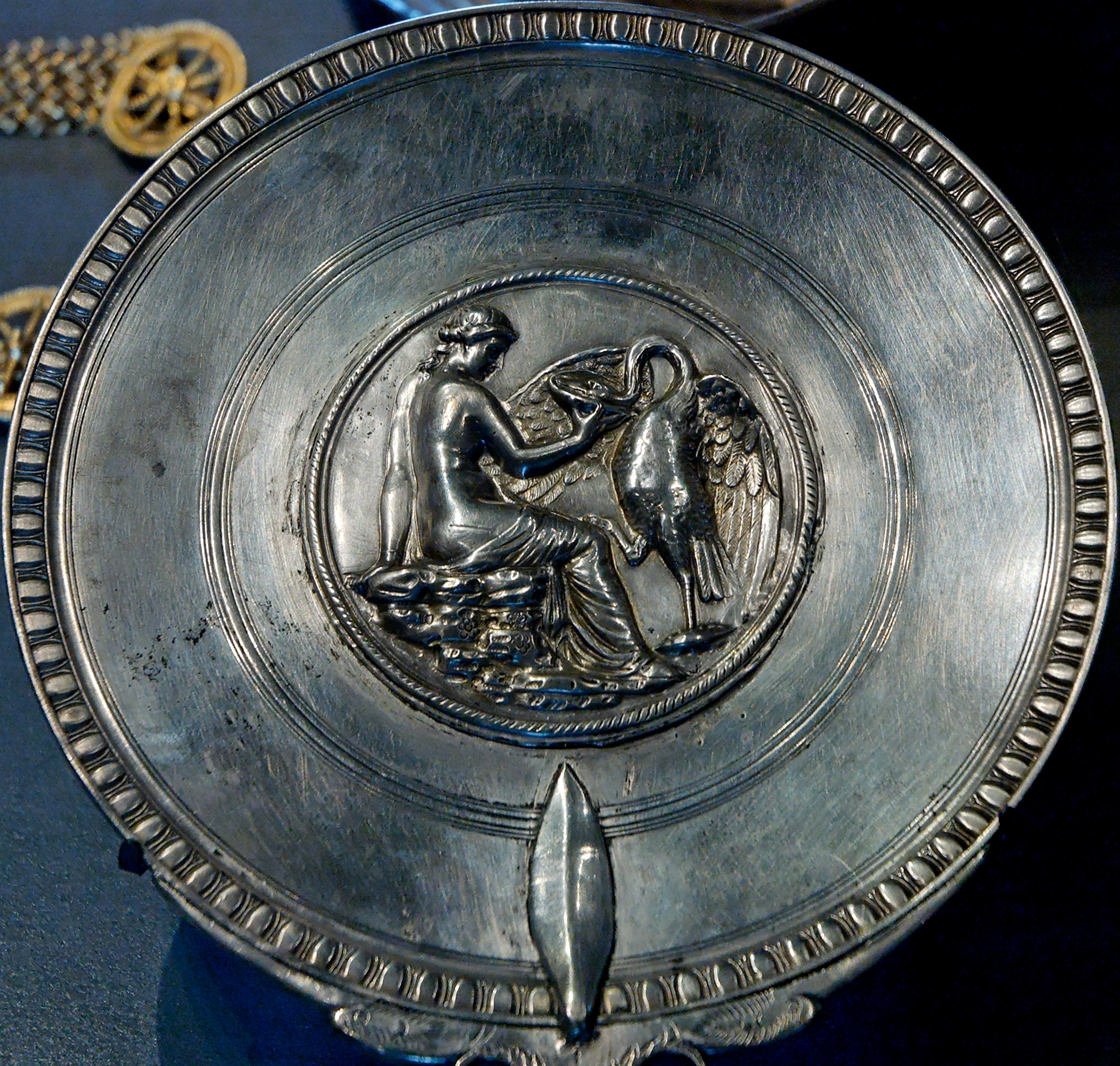
Stříbrné zrcadlo z pokladu, zadní deska s Ledou a labutí

Boscoreale (původně latinsky Nemus regale) je jihoitalské historické město s 27 228 obyvateli (stav k 31. 12. 2019), rozložené na jižních svazích sopky Vesuv nedaleko metropolitního města Neapol v jihoitalském regionu Kampánie.

## Dějiny
Území bylo osídleno již od doby kamenné ve 2. tisíciletí př. n. l., podle archeologických nálezů ze 6. století př. n. l. zde existovala řecká osada, která prosperovala z místních řemesel i středomořského obchodu. Leží nedaleko Pompejí. Když došlo roku 79 k erupci sopky Vesuv, bylo Boscoreale zasaženo stejně jako Pompeje, Herculaneum a Stabiae.

## Památky
Boscoreale se stalo známým až díky archeologickým výzkumům na konci 19. století, kdy byly vykopány:
- Atriový dům, villa suburbana, jejímž majitelem byl Publius Fanninus Sinistor (dnes nazývaná Villa Fanninus), nejcennější částí domu jsou fresky, které byly sejmuty a kompletně transferovány do Metropolitního muzea v New Yorku.
- asi 30 zemědělských nemovitostí (villa rustica).
- Villa Pisanella - jedna z usedlostí, v níž byl v roce 1895 nalezen tzv. Poklad z Boscoreale. Jde o soubor několika desítek stříbrných stolních nádob, náčiní a toaletních předmětů z doby helénské. Poklad vyvolal velkou popularitu, předměty byly jednak kopírovány metodou galvanoplastiky, a dále se staly inspirací pro mnohé stříbrníky a interiérové architekty. Roku 1983 byly v Boscoreale znovu prováděny rozsáhlé archeologické průzkumy, které upřesnily polohu starověké osady a zaměřily zdejší stavby, žádný další poklad už nebyl nalezen.

## Muzea
Roku 1991 bylo v Boscoreale otevřeno archeologické muzeum Antiquarium di Boscoreale, ve kterém jsou vystaveny nálezy z Oplontisu, Pompejí, Stabií a Boscoreale. Jedna typická venkovská usedlost, villa rustica je propojena s muzeem.